# Reggie Pridmore
Reginald George "Reggie" Pridmore (Birmingham, West Midlands, 29 d'abril de 1886 – Piave, Itàlia, 13 de març de 1918) va ser un jugador d'hoquei sobre herba i de criquet anglès que va competir a principis del segle xx.
El 1908 va prendre part en els Jocs Olímpics de Londres, on va guanyar la medalla d'or en la competició d'hoquei sobre herbal, com a membre de l'equip anglès. En aquesta competició marcà 10 gols en els tres partits que disputà, quatre d'ells en la final. Entre 1908 i 1913 fou 19 vegades internacional amb Anglaterra.
Morí en combat durant la Primera Guerra Mundial lluitant amb la Royal Field Artillery prop del riu Piave, a Itàlia.